# Fulvia Bisi
Fulvia Bisi (Milano, 24 dicembre 1818 – Milano, 15 luglio 1911) è stata una pittrice italiana.

## Biografia
Figlia del celebre pittore paesaggista Giuseppe Bisi e di Ernesta Legnani, allieva dell'incisore Giuseppe Longhi, svolge il suo apprendistato presso il padre del quale nella sua prima produzione ripropone modi e soggetti. Nel 1842 esordisce all'Esposizione di Belle Arti dell'Accademia di Brera partecipando con assiduità alle edizioni successive fino al 1859. Premiata all'Accademia di Brera nel 1845 per l'esecuzione di un grande paesaggio montano, si afferma sulla scena artistica milanese come erede della tradizione romantica lombarda.
Avvia un'intensa attività espositiva che la vede presente anche alle principali manifestazioni a Torino, Parma e Firenze, e all'Esposizione nazionale di Milano del 1881 e di Venezia del 1887 riportando un notevole successo di mercato. Fin dalla metà degli anni Quaranta inizia a differenziarsi dai modi paterni realizzando un vasto repertorio di vedute e paesaggi - lombardi e ticinesi - aggiornato sulle coeve ricerche in chiave naturalista condotte da Giuseppe Canella.
Nella maturità raggiunge una personale cifra stilistica contraddistinta da una stesura pittorica vibrante, fatta di brevi pennellate, e da una particolare sensibilità verso i valori atmosferici e luministici del paesaggio.